# Городище (Мядельский район)
Городище (бел. Гарадзі́шча) — деревня в Мядельском районе Минской области Беларуси. В составе Княгининского сельсовета.

## История
В 1904 году на месте современной деревни существовали Городище 1-е и Городище 2-е место в составе Княгининской волости Вилейского уезда Виленской губернии, 68 и 102 жителя.
В 1921 году деревня Кривицкой гмины Вилейского уезда Виленского воеводства, 32 двора, 172 жителя. В 1931 году 33 двора, 195 жителей.
С 12 октября 1940 года в Княгининском сельсовете Кривичского района Вилейской, с 20 сентября 1944 года Молодечненской, с 20 января 1960 года Минской областей, с 25 декабря 1962 года в Мядельском районе.
В 1950 году в деревне организован колхоз имени Ленина. С 1964 года в составе совхоза «Осовский» (центр — деревня Осово), с 4 сентября 1991 года — колхоза «Осовский».

## Население

### Численность
- 2009 год — 27 жителей

### Динамика
- 1905 год — 68 жителей (41 муж., 27 жен.) — Городище 1-е; 102 жителей (46 муж., 56 жен.) — Городище 2-е[2]
- 1960 год — 175 жителей
- 1997 год — 38 дворов, 66 жителей
- 1999 год — 64 жителя (перепись населения)
- 2009 год — 27 жителей (перепись населения)[2]

## Инфраструктура
Животноводческая ферма, торговые объекты.

## Достопримечательность
- Городище

## Известные лица
- Пашкевич, Николай Арсенович (1936—1972) — белорусский литературовед, краевед, педагог.